# كال جونسون (رجل أعمال)
كال جونسون (بالإنجليزية: Cal Johnson)‏ هو شخصية أعمال أمريكي، ولد في 14 أكتوبر 1844 في نوكسفيل في الولايات المتحدة، وتوفي بنفس المكان في 7 أبريل 1925.